# BR-482
De BR-482 is een federale weg in de deelstaten Espírito Santo en Minas Gerais in het zuidoosten van Brazilië. De weg is een verbindingsweg tussen Itapemirim en Conselheiro Lafaiete, waarbij het begindeel ontbreekt.
De weg heeft een lengte van 412 kilometer.
De weg loopt onder andere ook door Staatspark Serra do Brigadeiro.

## Aansluitende wegen
- BR-101 en ES-490
- ES-164 en ES-482 bij Cachoeiro de Itapemirim
- ES-166
- ES-483
- ES-177 bij Jerônimo Monteiro
- ES-181
- ES-181 en ES-387 bij Alegre
- BR-484, ES-185 en ES-484 bij Guaçuí
- ES-190 bij Dores do Rio Preto
- MG-111 en MG-265 bij Carangola
- BR-116 bij Fervedouro
- BR-120, BR-356 en MG-280 bij Viçosa
- BR-356, MG-124 en MG-445 bij Porto Firme
- MG-132 bij Catas Altas da Noruega
- BR-040 en MG-129 bij Conselheiro Lafaiete

## Plaatsen
Langs de route liggen de volgende plaatsen:
- Cachoeiro de Itapemirim
- Jerônimo Monteiro
- Alegre
- Guaçuí
- Dores do Rio Preto
- Espera Feliz
- Carangola
- Fervedouro
- Araponga
- São Miguel do Anta
- Viçosa
- Porto Firme
- Piranga
- Catas Altas da Noruega
- Itaverava
- Conselheiro Lafaiete